# Yichun, Jiangxi
Yichun, tidigare romaniserat Ichun, är en stad på prefekturnivå i Jiangxi-provinsen i sydöstra Kina. Den ligger omkring 97 kilometer väster om provinshuvudstaden Nanchang.

## Militär betydelse
I Yichun finns en kärnvapenbrigad ur andra artillerikåren stationerad, vilken lyder under den viktiga "Bas 55" med högkvarter i Huaihua.

## Administrativ indelning
Den egentliga staden Yichun utgörs av ett stadsdistrikt. Dessutom lyder tre städer på häradsnivå och sex härad under Yichun.
- Stadsdistriktet Yuanzhou – 袁州区 Yuánzhōu Qū ;
- Staden Fengcheng – 丰城市 Fēngchéng Shì ;
- Staden Zhangshu – 樟树市 Zhāngshù Shì ;
- Staden Gao'an – 高安市 Gāo'ān Shì ;
- Häradet Fengxin – 奉新县 Fèngxīn Xiàn ;
- Häradet Wanzai – 万载县 Wànzǎi Xiàn ;
- Häradet Shanggao – 上高县 Shànggāo Xiàn ;
- Häradet Yifeng – 宜丰县 Yífēng Xiàn ;
- Häradet Jing'an – 靖安县 Jìng'ān Xiàn ;
- Häradet Tonggu – 铜鼓县 Tónggǔ Xiàn.

## Klimat
Genomsnittlig årsnederbörd är 2 214 millimeter. Den regnigaste månaden är maj, med i genomsnitt 382 mm nederbörd, och den torraste är oktober, med 45 mm nederbörd.